# Rupia afgana
La rupia afgana fue la moneda de Afganistán entre 1891 y 1923.

## Rupias locales
La rupia fue puesta en circulación por el emperador de Afganistán Ahmad Shah Durrani en 1754. La rupia fue emitida por primera vez por Sher Shah Suri durante su gobierno del Imperio suri en el siglo XVI; India y Pakistán todavía utilizan su variante de la rupia desde su independencia en 1947.
Antes de 1891, circularon rupias de plata, feluses de cobre y mohures de oro. Estas tres monedas no tenían fijada su tasa de cambio entre ellas, según las distintas regiones de las que procedían.

## Rupia afgana
En 1891 se introdujo una nueva moneda basada en la rupia de Kabul, que reemplazó tanto a ésta como a su variante de Kandahari.
La rupia se subdividió en 60 paisas, cada una de las cuales equivalía a 10 dinares. Otras denominaciones emitidas incluyeron el shahi (1⁄12 rupia o 5 paisas), el sanar (1⁄6 rupia o 10 paisas), el abasí (1⁄3 rupia o 20 paisas), el kran o quiran (1⁄2 rupia o 30 paisas), la tilla y más tarde el amani (ambos de 10 rupias) y el habibi (30 rupias).
La rupia afgana fue reemplazada en 1923 por el afgani.

## Monedas

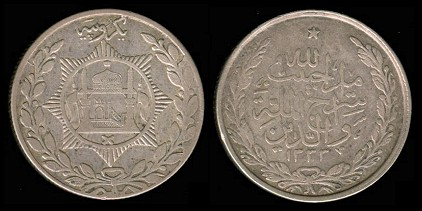
Moneda de 1 rupia afgana.

Antes de 1891, las únicas denominaciones acuñadas en cobre eran los feluses. Las monedas de plata eran de 1/12, ⅛, ⅙, ¼, ⅓, ½, 1 y 2 rupias acuñadas junto a la timasha. También se acuñaron monedas de oro en ashrafis, tillas y 1 y 2 mohures.
Después de 1891, las monedas se acuñaron en bronce, latón y cobre en denominaciones de 1, 5, 10, 15 y 20 paisas, en plata 10 y 20 paisas, ½, 1, 2½ y 5 rupias, y 5, 10, 20 y 50 rupias de oro.

## Billetes
En 1919, el Tesoro emitió billetes de 1, 5, 10, 50 y 100 rupias.